# Franse tap
De Franse tap of zwarte tap (Arenicola defodiens) is een borstelworm uit de familie Arenicolidae.
De wetenschappelijke naam van de soort werd in 1993 gepubliceerd door Cadman & Nelson-Smith.